# Apple M4 Max
Apple M4 Maxは、2024年10月30日に発表された、AppleがMac向けにARMアーキテクチャのライセンスを受けて設計したAppleシリコン SoCである。
TSMCの第2世代3nmプロセスで製造されている。
本SoCの下位版にあたるApple M4 Proとは、CPUとGPUのコア数およびメモリの帯域と容量で区別されている。

## 仕様

### CPU
16コア（高性能コア x12, 高効率コア x4）メモリ帯域幅546GB/s、および14コア（高性能コア x10, 高効率コア x4）メモリ帯域幅410GB/sの構成が存在する。

### GPU
40コア（もしくは32コア）のApple独自設計によるGPUにはハードウェア・アクセラレーテッド・レイトレーシングやハードウェア・アクセラレーテッド・メッシュ・シェーディング機能が搭載されている。

### その他
16コアNeural Engine、Secure Enclave、ProResアクセラレータやHEVCエンコーダ、AV1デコーダなどの専用処理回路メディアエンジンを2器搭載しておりThunderbolt 5コントローラなども搭載されている。
M4 Maxチップはユニファイドメモリ構造であり、CPUやGPUといったチップ内すべてのコンポーネントがメモリアドレスを共有している。メモリには3チャンネルで合計410GB/sの36GB搭載モデルと4チャンネルで合計546GB/sの48GB（64GB, 128GB）搭載モデルがの2構成があり、LPDDR5X-8533 SDRAMが採用されている。

## 搭載モデル
Apple M4 Maxチップは、2024年10月に発表されたMacBook Pro、2025年3月に発表されたMac Studioに搭載されている。
- MacBook Pro (14-inch, M4 Pro/M4 Max, 2024)
- MacBook Pro (16-inch, 2024)
- Mac Studio (M4 Max, 2025)

## 関連する同世代SoC
- A18, A18 Pro
- M4
- M4 Pro